# York Road (Western Australia)
Die York Road ist eine Fernverkehrsstraße im Südwesten des australischen Bundesstaates Western Australia. Sie verläuft durch die Southern Wheatbelt Region und verbindet den Great Eastern Highway in Northam mit der Kleinstadt Quairading, ca. 65 km östlich von York.

## Verlauf
Die York Road beginnt in Northam, etwa 100 km nordöstlich des Stadtzentrums von Perth. Dort zweigt sie vom Great Eastern Highway (N94) als Fortsetzung der Northam Toodyay Road (S120) nach Süd-Südosten ab und führt nach York. Dort trifft sie auf den von Westen kommenden Great Southern Highway und gibt ihre Bezeichnung als Staatsstraße 120 an ihn weiter.
Die York Road – nun ohne Nummer – führt nach Ost-Südosten und erreicht nach 65 km die Kleinstadt Quairading, wo sie endet. Weitere Hauptstraßen führen von dort nach Osten, nach Bruce Rock, und nach Südosten, nach Corrigin, weiter.